# História Meio ao Contrário
História Meio ao Contrário é um livro infanto-juvenil, o segundo escrito pela autora Ana Maria Machado. Publicada em 1977, a obra subverte algumas das expectativas criadas em torno do conto de fadas tradicional. Recebeu três prêmios importantes, incluindo o Jabuti de 1978.

## Sinopse
Numa terra distante, o Rei descobre que, num determinado momento do dia, um terrível Dragão Negro rouba o sol e tudo fica escuro em seu reino. Desesperado, o soberano promete que dará a mão de sua filha, a Princesa, a quem derrotar o monstro. Todavia, nem a Princesa nem os camponeses parecem muito satisfeitos com o proposto: ela, pela perda da independência, e eles porque veem no Dragão um aliado (já que lhes permite algumas horas de descanso). Os eventuais prejudicados concluem que precisarão unir forças, para que o "roubo" continue a ocorrer como em todos os dias.

## Prêmios recebidos
- 1977 - Prêmio João de Barro, Prefeitura Municipal de Belo Horizonte
- 1978 - Prêmio Jabuti, Câmara Brasileira do Livro[2]
- 1994 - Lista Melhores do Ano, Fundalectura, Bogotá